# Willis Island, Newfoundland
Willis Island är en ö i Kanada.   Den ligger i provinsen Newfoundland och Labrador, i den östra delen av landet, 1 700 km öster om huvudstaden Ottawa. Arean är 16,1 kvadratkilometer.
Terrängen på Willis Island är platt. Öns högsta punkt är 82 meter över havet. Den sträcker sig 4,5 kilometer i nord-sydlig riktning, och 5,8 kilometer i öst-västlig riktning.